# 京阪10000系電車
京阪10000系電車（けいはん10000けいでんしゃ）は、2002年（平成14年）4月15日に営業運転を開始した京阪電気鉄道（京阪）の通勤形電車。

## 概要
老朽化した1900系や2600系0番台の置き換えおよび将来の支線（宇治線・交野線）でのワンマン運転の実施を目的として、2002年（平成14年）3月から4月にかけて4両編成×3本が製造された。その後、2006年（平成18年）4月16日のダイヤ改定に合わせて4両編成×3本が追加で投入された。
後継車種は当系列をベースに3000系の意匠も取り込んだ13000系に移行しており、6000系から続いた大型非常扉を採用した車両は当系列が最後となっている。

## 車体

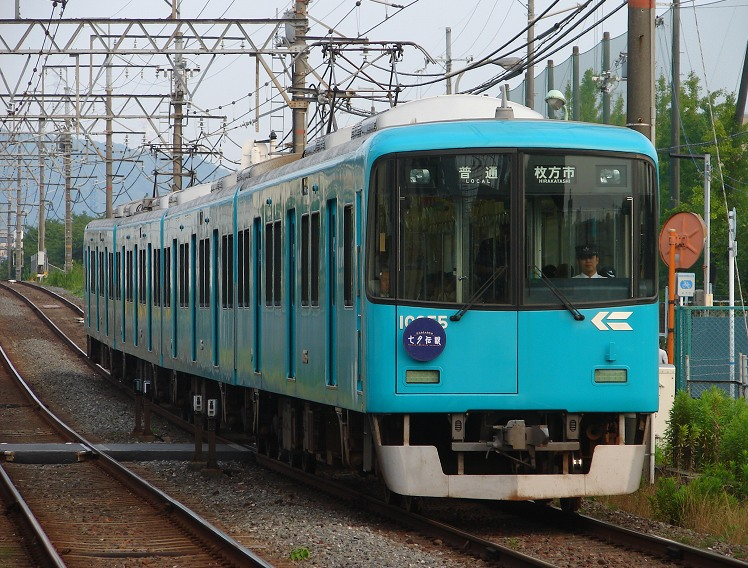
登場当時のターコイズグリーン塗装の10000系

アルミ製で7200系をベースにしているが、バリアフリー化を進めるため床面を20 mm下げている。この際台枠を20 mm薄くすることで対応したため、台枠の強度確保のため車体裾部の絞り込みを廃止した。一方で、屋根高さを10 mm上げたため出入り口高さは7200系と比較して30 mm高い1,850 mmとなっている。先頭車の前面形状は7200系や9000系と同一である。
外板塗色は、従来の緑の濃淡のツートンカラーから45年振りに変更され、ターコイズグリーン■一色となった。運転台次位の窓上にメタリックシルバーで「KEIHAN」のロゴを入れた。この塗装は本形式のみで他形式には波及せず、その後、2009年（平成21年）7月27日に出場した10004Fを皮切りに他車と同様の新塗装化が進められ、2010年（平成22年）の10006Fの新塗装化を最後に、ターコイズグリーン一色の塗色は登場から8年で消滅した。
2次車の10004F以降は、側面窓枠が黒色になった。

## 機器
1次車では、1900系や2600系のPT-4805A-Mパンタグラフ、汎用品のヒューズ箱、棒連結器からタイフォンに至るまで、廃車車両からの流用品や予備パーツの見直しによる余剰分を流用してコストダウンを図ったが、2次車はほぼすべて新造品となっている。ただし、2次車のコンプレッサーに2600系のものが使われている編成もある。
制御装置は東洋電機製造製 ATR-H4200-RG678A でIGBT素子によるVVVFインバータ制御が採用された。IGBT素子は京津線用としては800系で採用実績があるが、京阪線用としては初採用となった。なお、800系は全電動車方式で1C8M（8個のモーターを1つのコントローラーで制御）に対して10000系では1C2M2バンク（2モーターを1つのコントローラーで制御する回路を2つを一まとめしたもの）方式が取られている。これは編成中の電動車と付随車の両数（MT比）は2M2T（Mc-T-T-Mc）であるため、1つの制御回路が故障しても勾配区間で立ち往生することがないようにと考えられた。ブレーキは6000系2次車以降標準の「回生ブレーキ優先全電気指令式電磁直通ブレーキ（HRDA-1）」が採用され、2200系の発電ブレーキ車に比較すると45%の電力削減となり、省電力化が図られている。10004F - 10006Fには京阪で初めてタイヤフラット防止装置を試験的に導入した。
台車は1次車は動力車は川崎重工製の KW-77D・付随車は住友金属工業（現：新日鐵住金→日本製鉄）製の FS-517E、2次車は川崎重工製の KW-77D に統一された。車輪は全て防音車輪を採用して騒音低減を図っている。
空調装置は6000系以来、連続形のクーラーカバー内に3台のユニットクーラーを搭載していたが、これに代わってそれぞれ独立したクーラーカバー内にクーラーを設置している。これにはコストと保守の削減のほかに、混雑する出入り口部を避けてクーラーの吸気口を配置できるというメリットがある。エアコンは、代替フロンR407Cを使用したフルオートエアコンを採用して車内環境の快適化を図った。
編成中に異なる電源方式のコンプレッサー（空気圧縮機）を搭載している点も本系列の特徴のひとつである。これは編成中に三相交流電源となるSIV（静止形インバータ補助電源装置）が1台のみの搭載で、編成中に2基あるコンプレッサーの双方とも三相交流式にするとSIVが故障した際にドアエンジンや空気ブレーキ用の圧縮空気が供給されなくなるため、編成に2基搭載するうち1基を直流式の HB1500B形コンプレッサー とした。
2015年（平成27年）度以降、随時ヘッドライトのLED化が進められている。

### ワンマン運転への対応

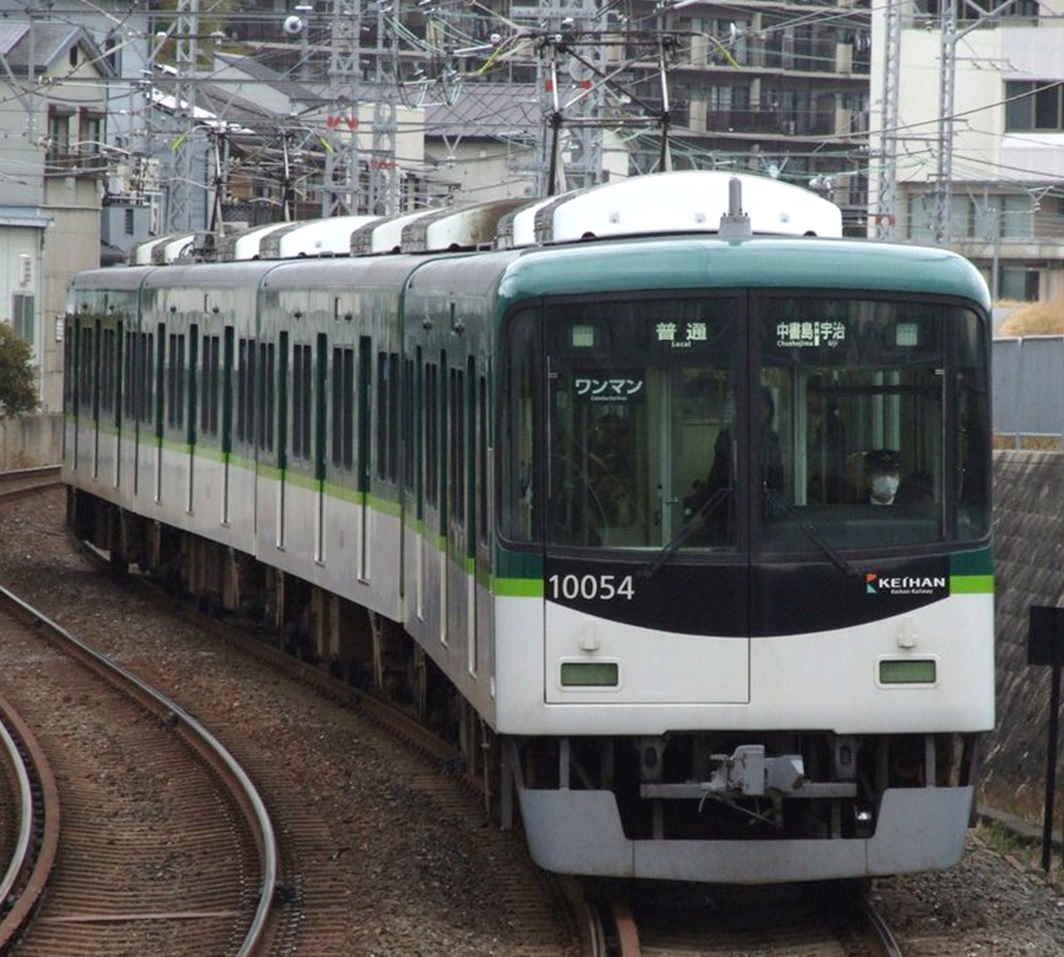
宇治線のワンマン運用で使用される10004F
（2017年3月26日）

ワンマン運転を実施することを見据えて自動車内放送装置を準備工事としていたが、これについては2007年（平成19年）夏以降で本工事を実施した。実施済み列車は開扉予告放送のフレーズが「左（右）側のドアが開きます」から「左（右）側のとびらを開けます」に変更されている。ワンマン表示は日本では希少である英文表示「Conductorless」を併記したものである。この表示は跳ね上げが可能であり、他の路線で使用される場合や、交野線でも早朝のツーマン運転の場合、および回送の際にはワンマン表示は跳ね上げられる。10001F・10002Fは後述の7両編成化の際にワンマン運転装置が撤去された。
2002年（平成14年）の営業運転開始直後にワンマン運転時の使用を想定した「中書島⇔宇治」「枚方市⇔私市」の行先幕を表示して運行したが、誤乗が相次いだことにより、数日で通常の表示に戻された。しかし、交野線については2007年（平成19年）9月22日からワンマン運転を行うにあたり、同年8月1日から「枚方市⇔私市」の表示を復活させた。宇治線でも2013年（平成25年）6月1日以降のワンマン運用の際は「中書島⇔宇治」を表示している。

## 内装
基本的に7200系に準じたロングシートとなっている。座席は7200系・9000系および5000系更新車は背面が緑、座面が青の2色シートであったが、本系列では紺色に近い青色一色となった。これはシートモケットに耐久性があり価格も安くリサイクル可能なポリエステルを採用したためである（5000系・7200系も、10000系のモケットに順次交換されたが、後に再度交換されている）。扉部分のつり革ははね上げ機構を省略した短いタイプとなる。はね上げ機構がないのは7000系以来である。窓ガラスはUVカットガラス（カット率90%）とされ、ドアガラスも複層ガラスとしている。側窓は、コスト低減と利用客の使用頻度が低かったことを理由に、7200系・9000系で採用されていたパワーウィンドウを廃止するとともに、扉間の側窓は固定窓とされた。
LED式案内表示器は中之島線開業への対応のため、マップ式表示ではなくスクロール表示のみとした。
2次車の10004F以降は、難燃性基準の改正により蛍光灯カバーが省略されたほか、側面扉の引手が片側だけになった。

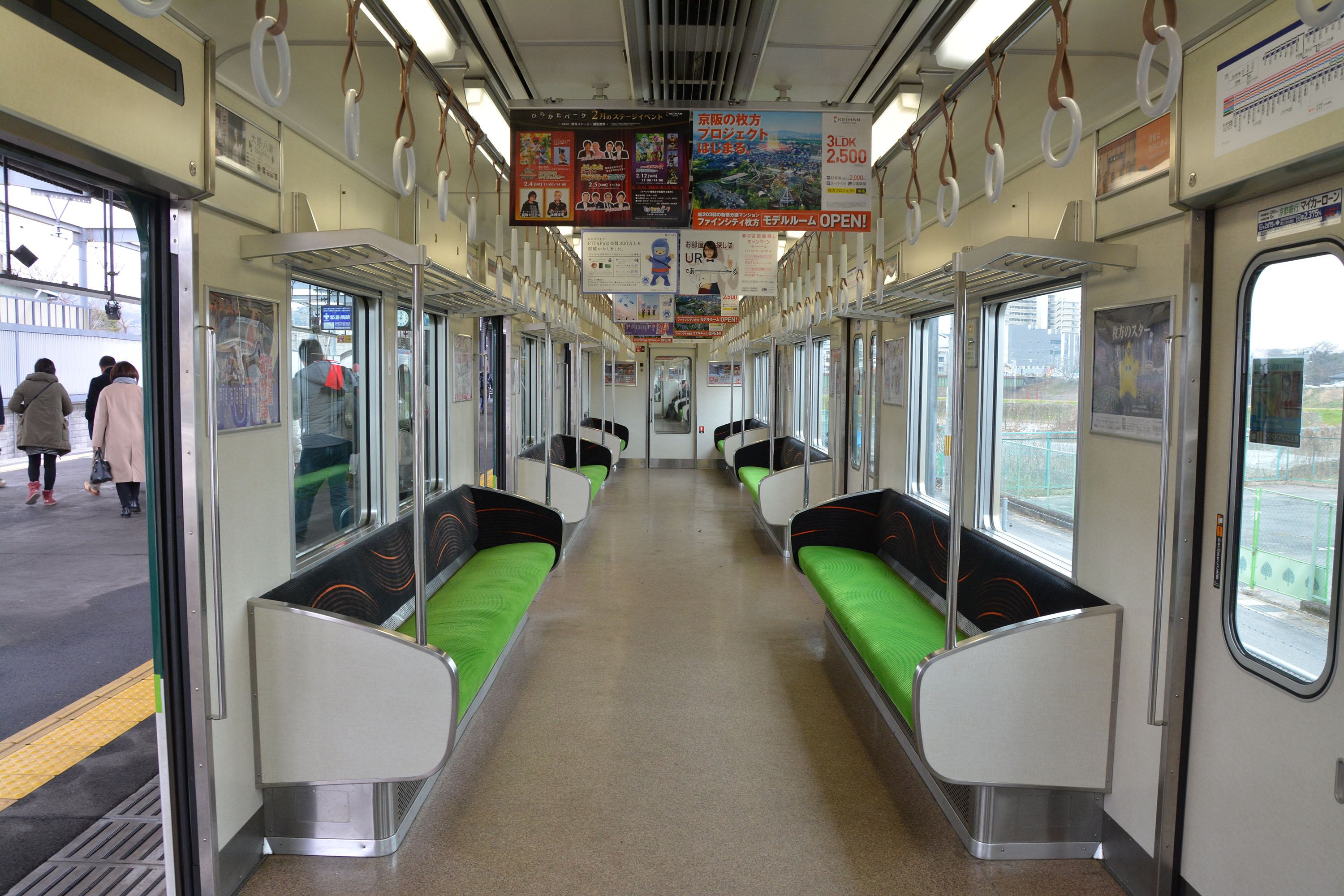
車内の様子 （2016年3月17日 滝井駅）
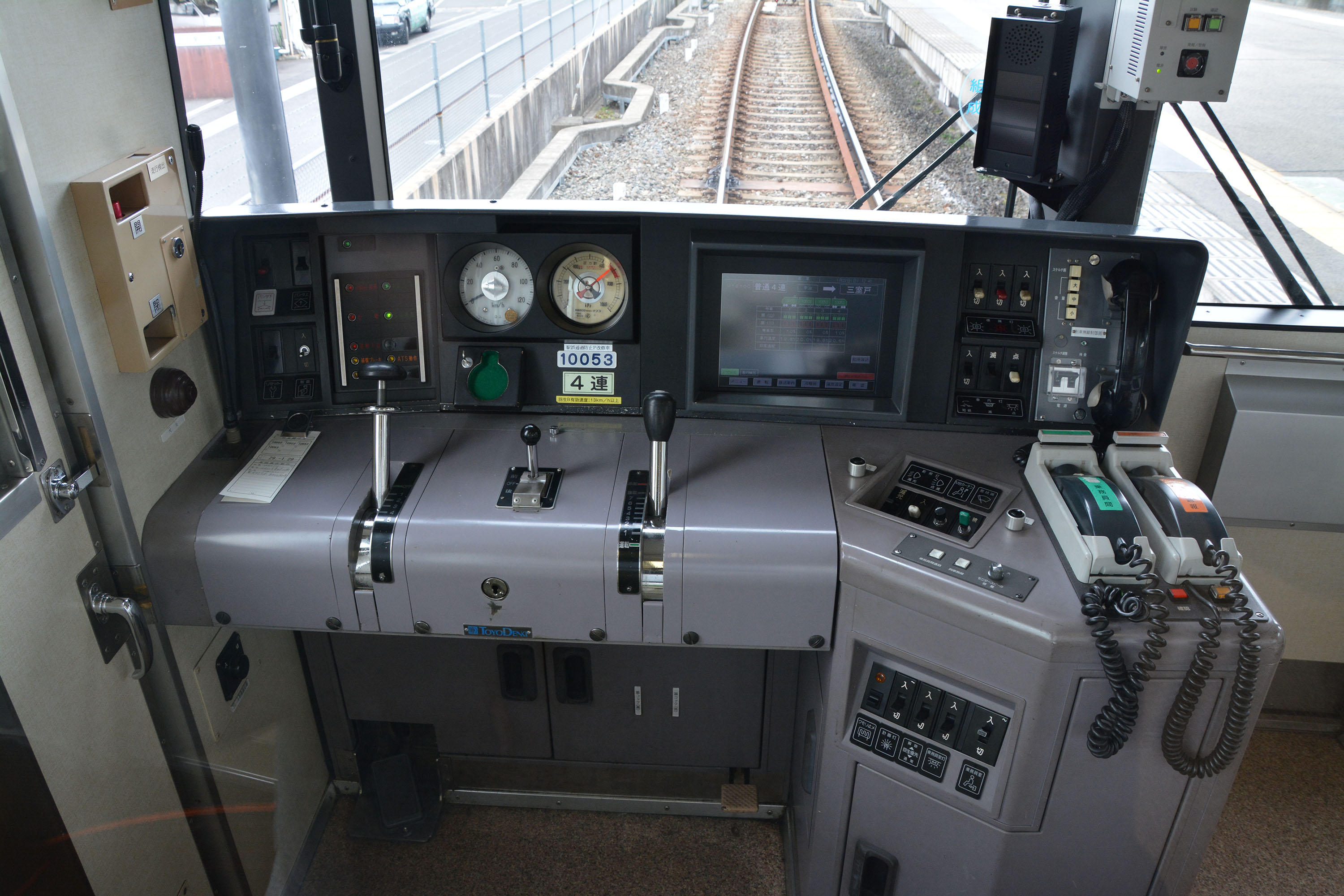
10053号車の運転台 （2017年1月29日）

## 7200系・9000系からの編入
2016年（平成28年）に7200系の7301が10101に、9000系の9601・9602がそれぞれ10701・10751に改番されたうえで10001Fに編入、2017年（平成29年）に7200系の7302が10102に、9000系の9603・9604がそれぞれ10702・10752に改番されたうえで10002Fに編入され、7両に増車された。同時に10651は10551に、10652は10552に改番された。従来の10000系と7200系・9000系からの編入車との間では車体やクーラーの形状が異なっている。7200系7301・7302の制御装置はGTO素子のVVVF装置であったが、10000系への改造に合わせてIGBT素子のVVVF装置にASSY交換されている。なお、10001F・10002Fでは7両化の際にワンマン運転機器を撤去している。

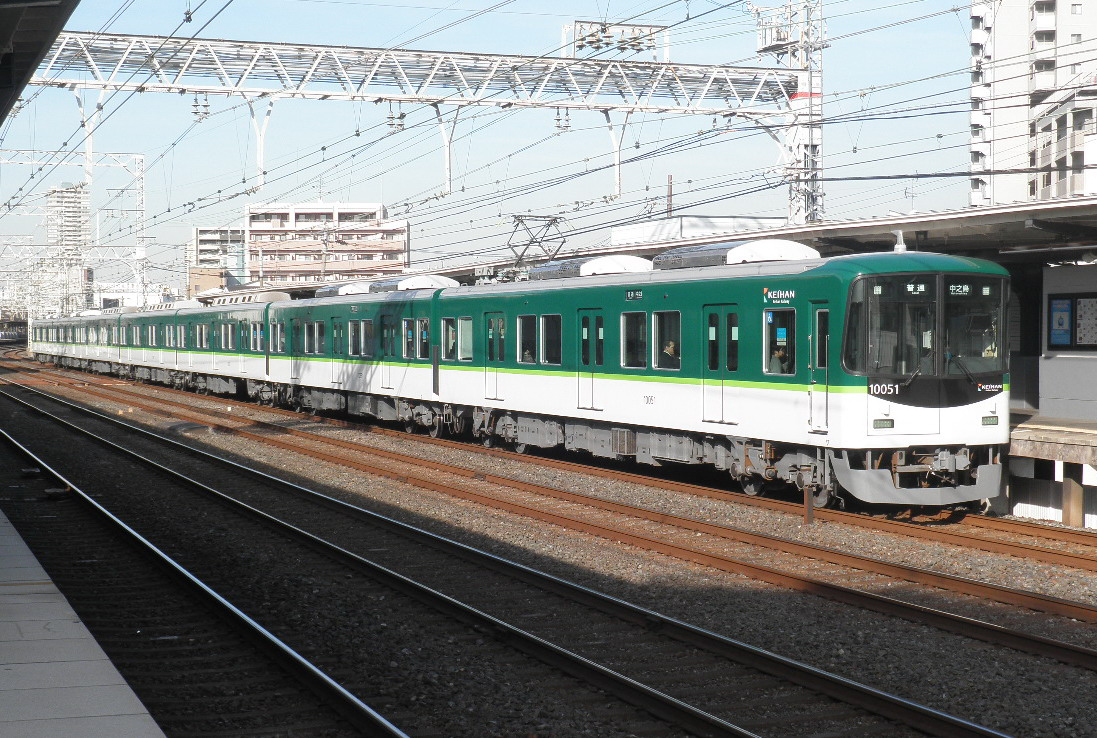
7両編成化された10001F （2017年1月29日）
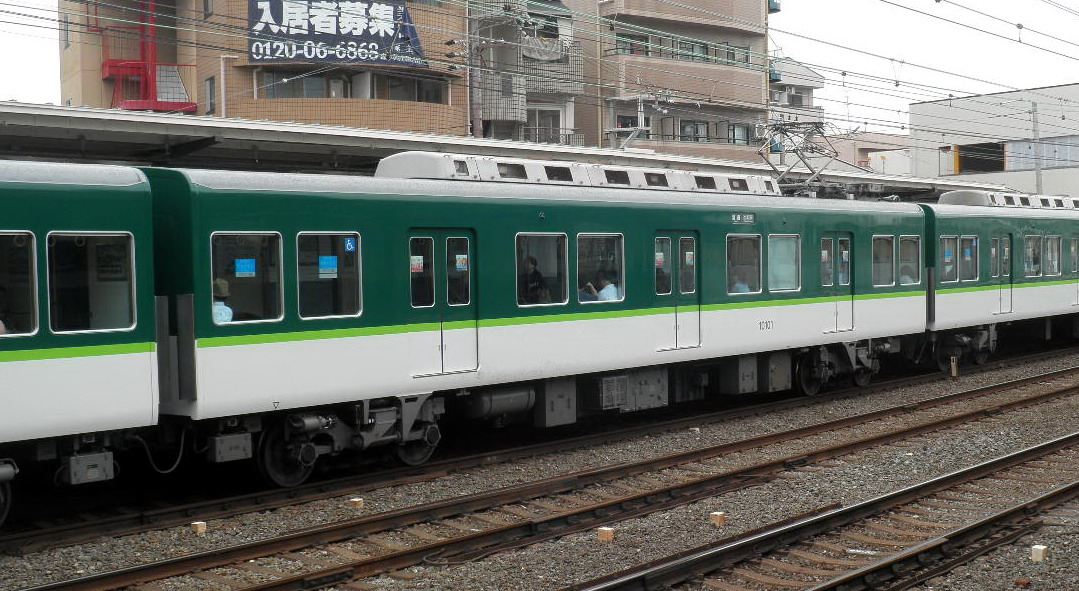
7200系（7301）から改造された10101号車

## 運用
当初は主に宇治線と交野線で運用された。2008年（平成20年）10月の運用改定後は基本的に交野線専用となったが、2013年（平成25年）6月1日から宇治線でもワンマン運転が開始されたため、これ以降は13000系の4両編成と共通運用となり、13000系の交野線運用が増え、本系列は宇治線でも定期運用されるようになった。
当系列の本線における定期運用は、平日朝に設定されていた1往復が2006年（平成18年）4月16日のダイヤ改定で廃止されたため回送列車を除いて消滅していたが、2009年（平成21年）9月12日のダイヤ改定で平日深夜に1往復（中之島発の快速急行「ひこぼし」の1本と、その前の運用の区間急行1本）のみ営業運用が復活した。しかし、2011年（平成23年）5月28日のダイヤ改定で本線における当系列の定期営業列車は再び消滅し、回送列車のみの形態に戻った。
その後、7両化された10001F・10002Fが本線で運用されている。原則として特急運用に充当されることはないが、8000系が2016年（平成28年）から2017年（平成29年）にかけてプレミアムカー改造のため7両編成で運用されていた時期には、8000系の運用状況によって当系列が特急運用を代走することがあった。

### 臨時列車等
- 2006年（平成18年）1月4日には車両故障によるダイヤ乱れにより、10001FがK特急「おりひめ」の1本に充当された。4両のK特急運用はこれが初めてである。
- 2006年（平成18年）8月10日には宇治川花火開催に伴う運用変更で準急「ひこぼし」の運用に2本入った（10002F・10005Fが充当）。そのうち1本は「ひこぼし」での折り返し前に本線の区間急行に充当されている。
- 2006年（平成18年）10月22日には、天満橋駅で開催された鉄道の日イベント開催に伴うアクセス列車として10003Fを使用した臨時K特急「おりひめ」が私市駅→天満橋駅間で運転された。土曜・休日のK特急運用はこれが初めてである。「おりひめ」のヘッドマークとともに「鉄道の日」のキャラクター「テッピー」副標識を付けての運転となった。天満橋到着後は同じく「きかんしゃトーマスとなかまたち」ラッピングとなった7203Fとともに展示され、展示後は特別に運用変更で本線区間急行で運用された。
- 2006年（平成18年）11月19日にも10003Fによりファミリーレールフェア直通臨時列車で天満橋駅から寝屋川車庫まで運行し、約1か月ぶりに本線を走行した。

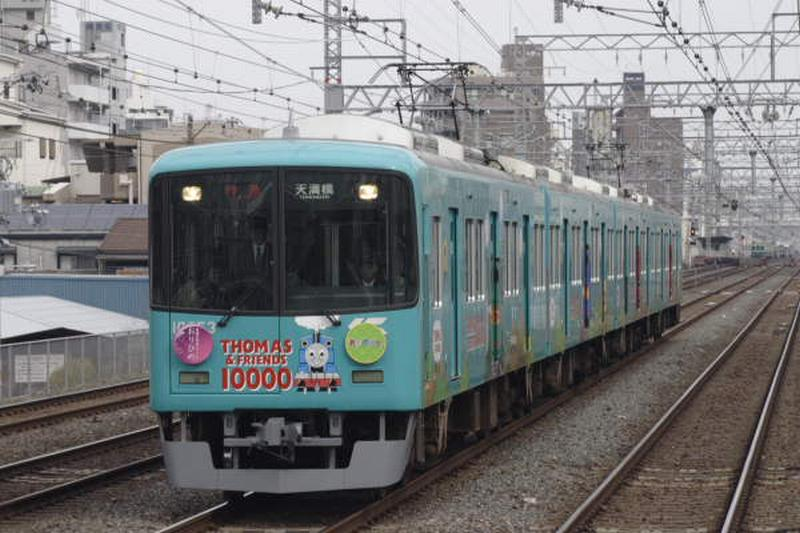
トーマスラッピングラストラン 臨時特急「おりひめ」
（2007年1月21日 野江駅）

- 2007年（平成19年）1月21日には「きかんしゃトーマス」ラッピング電車ラストランとして10003Fを使用した臨時列車が運転された。特に、宇治駅始発の天満橋行は宇治快速以来のことであり、特急が新停車駅になってからは初めてのこと、宇治線での特急設定は臨時ながらも初であったため、多くのファンが撮影などに押しかけた。ただし、停車駅は宇治快速時代と異なり、宇治線内は各駅に停車していた。
- 2007年（平成19年）8月10日には宇治川花火開催に伴う運用変更で準急「ひこぼし」の運用に1本入った（10001Fが充当）。
- 2008年（平成20年）7月7日には「七夕伝説」イベントに伴う「おりひめ」「ひこぼし」の出逢いとして、10001Fに「おりひめ」のヘッドマークを取り付け、準急「ひこぼし」に充当された1929Fと共に、私市駅で19:04 - 19:07の3分間「おりひめ」「ひこぼし」の並びが演出された。この「おりひめ」ヘッドマークは、通常のK特急としては運転されなかった代わりに、交野線内の普通列車1往復に取り付けたため、通常の「直通K特急 私市→淀屋橋」の表記を、「七夕伝説 枚方市⇔私市」と差し替えた、7月7日限定の特別のものであった。
- 2011年（平成23年）3月19日には「きかんしゃトーマス」ラッピング電車運行開始記念として10001Fを使用した臨時快速急行が中之島駅→私市駅間で、臨時普通が私市駅→枚方市駅間でそれぞれ運転された。土曜・休日の交野線直通快速急行運用はこれが初めてである。
- 2011年（平成23年）5月5日には「きかんしゃトーマス」ラッピング電車の10001Fを使用した臨時快速急行「私市ハイキング号」が中之島駅→私市駅間で、臨時普通が私市駅→枚方市駅間でそれぞれ運転された。
- 2011年（平成23年）7月8日 - 7月12日には「きかんしゃトーマス」ラッピング電車の10001Fが宇治線で運用された[7]。
- 2013年6月15日 - 6月17日には宇治線開業100周年記念イベントに併せて「きかんしゃトーマス」ラッピング電車の10006Fが宇治線で運用された[8]。

## 特別塗色・ラッピングなど
- 2002年（平成14年）7月には立命館宇治高等学校の校舎移転による小型の広告が10001Fに貼り付けられ、ヘッドマークも装着されていた。
- 2002年（平成14年）11月にはGOGO! トレインの発売をPRをするヘッドマークが10001Fに装着された。
- 2003年（平成15年）8月から9月まで10001Fはダイヤ改正の告知の広告が貼付されていた。
- 2004年（平成16年）7月28日から2005年（平成17年）3月1日まで、10001Fはe-kenet PiTaPaのラッピングが施された「e-kenet PiTaPa train」として運行されていた。
- 2006年（平成18年）7月29日から2007年（平成19年）1月25日まで、10003Fは「きかんしゃトーマスとなかまたち」のラッピングが施され、「きかんしゃトーマス号2006」となった。初日には特別に運用変更で本線区間急行で運用した（一部時間帯のみ）。
- 2011年（平成23年）3月19日から2012年（平成24年）3月31日まで、10001Fは「きかんしゃトーマスとなかまたち」ラッピングが施され、「きかんしゃトーマス号2011」となった。[9][10][11]。
- 2013年（平成25年）3月2日から2014年（平成26年）3月23日まで、10006Fは「きかんしゃトーマスとなかまたち」ラッピングが施され、「きかんしゃトーマス号2013」となった。さらに夏頃にはキャラクターの投票により1位となったキャラクターのラッピングが登場する予定となっている。車内装飾がされ、10時から16時に運用される列車では、トーマスの声優を務める比嘉久美子の録音による車内自動放送に変更される[12][13][14]。
- 2014年（平成26年）4月3日から2015年（平成27年）3月31日まで、10005Fは宇治・伏見観光キャンペーン「宇治・伏見、水と歴史の、まちめぐり。」の一環として、特別ヘッドマークと宇治・伏見の名所旧跡をデザインしたイラストステッカーを装飾して運転した。昼間時（始発駅を10時から15時59分までに発車する列車）の車内アナウンスを朝日放送アナウンサーの三代澤康司が自動放送にて担当し、沿線の名所旧跡などを案内した。
- 2016年（平成28年）7月2日から10月30日まで、10006Fは「リトルツインスターズ」と枚方市産業振興キャラクターである「ひこぼしくん」と交野市産業PRキャラクターである「おりひめちゃん」がラッピングされた車両による「星のまち 枚方・交野　キキ&ララトレイン」の運行が行われている[15]。
- 2017年（平成29年）3月25日から2018年（平成30年）10月25日まで、10004Fは「きかんしゃトーマスとなかまたち」ラッピングが施され、「きかんしゃトーマス号2017」となった[16][17]。
- 2020年（令和2年）3月28日から2021年（令和3年）12月25日まで、10003Fは「きかんしゃトーマスとなかまたち」ラッピングが施され、「きかんしゃトーマス号2020」となった[18][19]。

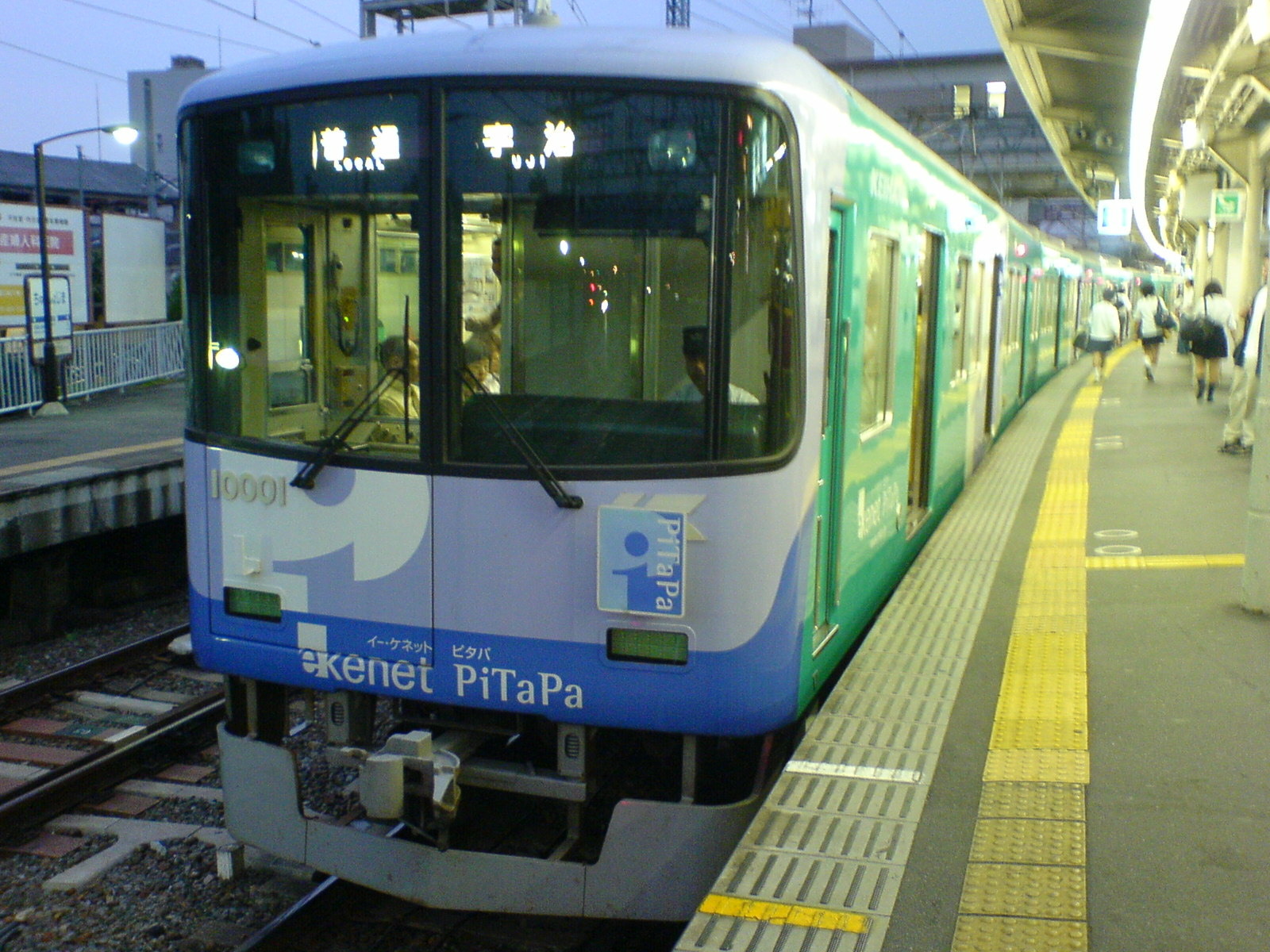
10001F「e-kenet PiTaPa Train」 （2005年9月22日 中書島駅）
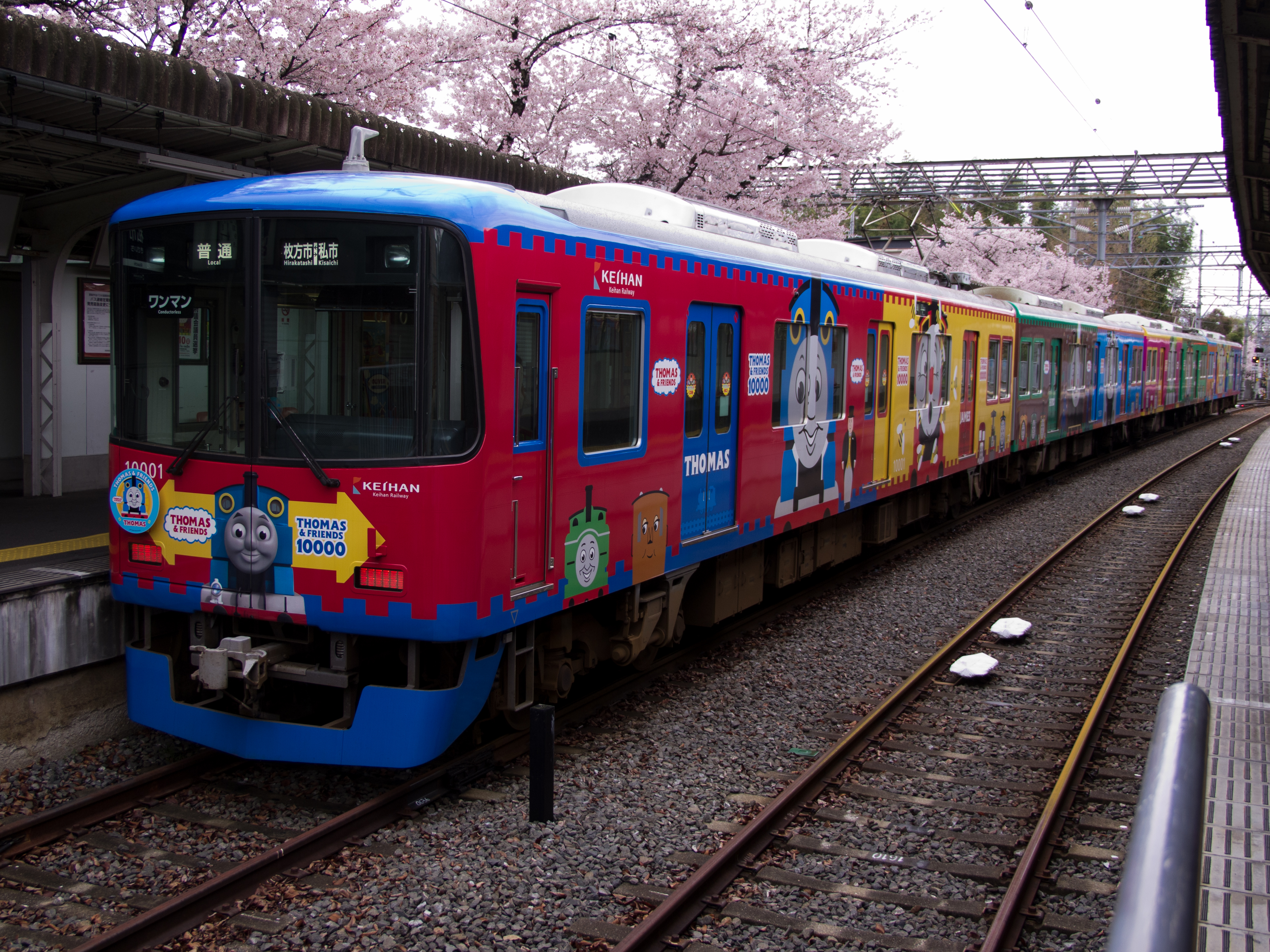
10001F「きかんしゃトーマス号2011」（2011年4月9日）
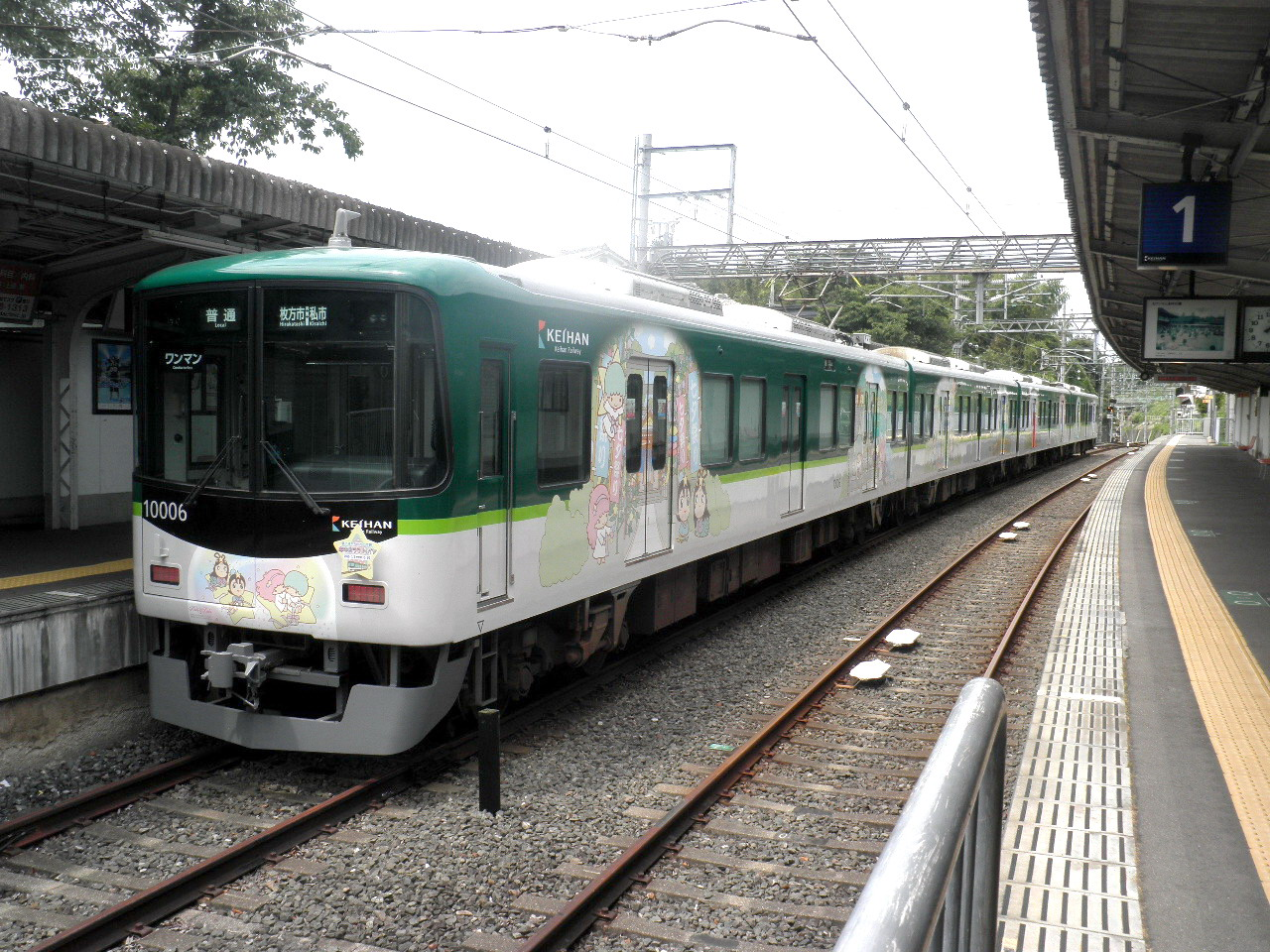
10006F「星のまち 枚方・交野 キキ&ララトレイン」 （2016年7月11日）
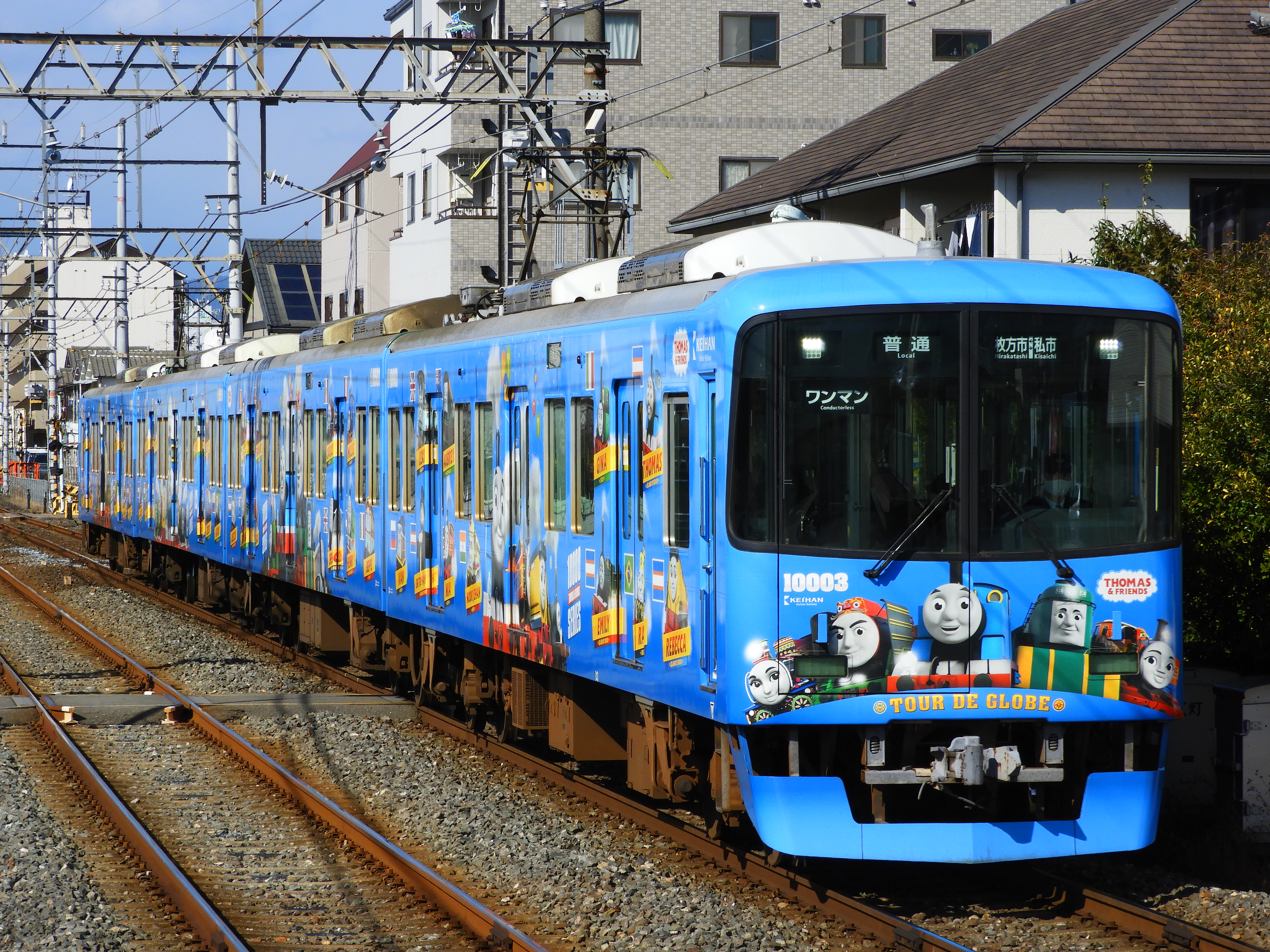
10003F「きかんしゃトーマス号2020」 （2021年1月30日 村野駅）

## 編成表
2024年（令和6年）4月1日現在
| ← 出町柳淀屋橋・中之島 → | ← 出町柳淀屋橋・中之島 → | ← 出町柳淀屋橋・中之島 → | ← 出町柳淀屋橋・中之島 → | ← 出町柳淀屋橋・中之島 → | ← 出町柳淀屋橋・中之島 → | ← 出町柳淀屋橋・中之島 → | ← 出町柳淀屋橋・中之島 → | ← 出町柳淀屋橋・中之島 → |
| ------------------------ | ------------------------ | ------------------------ | ------------------------ | ------------------------ | ------------------------ | ------------------------ | ------------------------ | ------------------------ |
| 形式                     | ◇ 10000 （Mc1）          | 10500 （T0）             | 10700 （T2）             | ◇ 10100 （M2）           | 10750 （T3）             | 10550 （T4）             | ◇ 10050 （Mc2）          | 備考                     |
| 搭載機器                 | VVVF CP                  | SIV                      |                          | VVVF CP                  |                          | SIV                      | VVVF CP                  | 備考                     |
| 車両番号 （旧車番）      | 10001                    | 10501                    | 10701 （9601）           | 10101 （7301）           | 10751 （9602）           | 10551 （10651）          | 10051                    |                          |
| 車両番号 （旧車番）      | 10002                    | 10502                    | 10702 （9603）           | 10102 （7302）           | 10752 （9604）           | 10552 （10652）          | 10052                    |                          |

| ← 私市枚方市 → ← 宇治中書島 → | ← 私市枚方市 → ← 宇治中書島 → | ← 私市枚方市 → ← 宇治中書島 → | ← 私市枚方市 → ← 宇治中書島 → | ← 私市枚方市 → ← 宇治中書島 → | ← 私市枚方市 → ← 宇治中書島 → |
| ----------------------------- | ----------------------------- | ----------------------------- | ----------------------------- | ----------------------------- | ----------------------------- |
| 形式                          | ◇ 10000 （Mc1）               | 10500 （T0）                  | 10650 （T1）                  | ◇ 10050 （Mc2）               | 備考                          |
| 搭載機器                      | VVVF CP                       | SIV                           |                               | VVVF CP                       | 備考                          |
| 車両番号                      | 10003                         | 10503                         | 10653                         | 10053                         |                               |
| 車両番号                      | 10004                         | 10504                         | 10654                         | 10054                         |                               |
| 車両番号                      | 10005                         | 10505                         | 10655                         | 10055                         |                               |
| 車両番号                      | 10006                         | 10506                         | 10656                         | 10056                         |                               |

凡例
- VVVF：制御装置
- SIV：補助電源
- CP：空気圧縮機
- ◇：集電装置

| 編成番号 | 竣工       | 運用開始   | ワンマン化 改造 | ABS取付    | 粘着剤噴射装置 取付 | 新塗色化   | 7両編成化  |
| -------- | ---------- | ---------- | --------------- | ---------- | ------------------- | ---------- | ---------- |
| 10001F   | 2002/03/18 | 2002/04/15 | 2007/07/31      |            |                     | 2009/09/09 | 2016/02/17 |
| 10002F   | 2002/04/19 | 2002/04/24 | 2007/07/27      |            |                     | 2009/12/02 | 2017/04/24 |
| 10003F   | 2002/04/25 | 2002/04/27 | 2007/07/24      |            |                     | 2010/02/26 |            |
| 10004F   | 2006/03/27 | 2006/04/15 | 2007/07/23      | 2006/03/27 |                     | 2009/07/27 |            |
| 10005F   | 2006/04/28 | 2006/05/03 | 2007/07/25      | 2007/03/05 |                     | 2010/01/25 |            |
| 10006F   | 2006/05/19 | 2006/05/23 | 2007/07/26      | 2007/03/15 | 2007/03/15          | 2010/04/23 |            |